# Barbara McNair
Barbara McNair (4 de marzo de 1934-4 de febrero de 2007) fue una actriz y cantante estadounidense afrodescendiente.

## Biografía
Nació el 4 de marzo de 1934 en Racine (Wisconsin).
Debutó en el cine en 1968 en la película If He Hollwers, Let Him Go! dirigida por Charles Martin.
Trabajó junto a Elvis Presley y Sydney Poitier.
Falleció el 4 de febrero en Los Ángeles a los 72 años de edad.

## Filmografía parcial
- Encanto fatal, dirigida por Fritz Kiersch (1992).
- El inspector Tibbs contra la organización, dirigida por Don Medford (1971).
- Ahora me llaman Mr. Tibbs, dirigida por Gordon Douglas (1970).
- Fiebre en la sangre, dirigida por Delmer Daves (1963).